# الشهد والدموع (مسلسل)

افتتاحية الجزء الأول.

الشهد والدموع هو مسلسل درامي اجتماعي من جزئين. المسلسل من تأليف  أسامة أنور عكاشة ومن إخراج إسماعيل عبد الحافظ وبطولة يوسف شعبان وعفاف شعيب وخالد زكى ومحمود الجندى وعبد العزيز مخيون ونخبة من النجوم.
ويصنف هذا العمل بحسب آراء العديد من النقاد بإحدى روائع الدراما المصرية الخالدة، بل ساهم المسلسل وبشكل غير مباشر في ظهور مسلسل ليالي الحلمية الذي كان يمثل المرحلة الثانية لذات طاقم العمل.

## القصة
يدور المسلسل حول الظلم وما يولده من كراهية وانتقام في نفس المظلوم وهذا بدوره يؤدي لنظام اجتماعي غير مستقر. بداية هناك "حافظ" الذي أخذ حق أخيه فمات من حسرته ولم يكتفي بهذا بل أستمر في تكدير حياة أبناء أخيه. علي الجانب الآخر هناك "زينب" وأبنائها الذين دائما في انتظار اللحظة المناسبة للانتقام من "حافظ" حتي ولو وقع هذا الانتقام علي أبنته.
أجاد الكاتب في رسم الشخصيات بعيدا عن المثالية المفرطة والشر المفرط أيضا ولكن رسم شخصيات يغلب عليها الخير واخري يغلب عليها الشر وأجاد في تصوير هذا الصراع الداخلي بين الخير والشر وتقلب الإنسان بينهما علي مدار الحياة ويبقي المسلسل دلالة علي سوء عاقبة الظلم.

### شخصيات المسلسل
- يوسف شعبان حافظ رضوان
- خالد زكي احمد شوقى رضوان
- عفاف شعيب زينب جعفر
- محمود الجندي شوقى رضوان - حسين شوقى رضوان في الجزء الثانى
- نسرين ناهد حافظ رضوان
- عبد العزيز مخيون وحيد رضوان
- إبراهيم الشامي الحاج برهامى
- محمود الشاذلي - محروس
- أحمد الجزيري الأسطى جعفر
- جليلة محمود ام وحيد
- حمدي غيث الحاج رضوان
- سيد عبد الكريم عبودة افندى
- صبري عبد المنعم - مختار البرهامى وصديق حافظ رضوان
- عبد العظيم عبد الحق - مستكاوى صديق شوقى حافظ رضوان
- محمد متولي حجازى
- ليلى حمادة سهير شوقى رضوان
- ماجدة حمادة -نوال شوقى رضوان
- إبراهيم يسري هانى حافظ رضوان
- تحية الأنصاري - سوزان حافظ رضوان
- نبيل الدسوقي عبد البديع زوج احسان
- نوال أبو الفتوح دولت هانم.
- رجاء حسين - احسان رضوان
- رجاء سراج - ايفون - ام مكرم وزوجة ميلاد افندى
- فتحية طنطاوي - سعدية
- ليلي يسري - نجية
- مصطفى هاشم - ميلاد افندى وجار شوقى حافظ رضوان
- هانم محمد - خالة امونة
- سيد عزمي - الاسطى قطب الميكانيكى
- عبد المنعم إبراهيم - الحاج جعفر في الجزء الثانى
- عهدى صادق - منظر -
- رشوان توفيق - نيازى
- سميحة توفيق - نازلى هانم الدرملى قريبة دولت هانم
- شوقى شامخ -مكرم ميلاد صديق احمد وحسين شوقى
- يسرى مصطفى - سمير ابن حافظ رضوان
- محيى الدين عبد المحسن - جابر الاشوح
- سامح السيد - علاء
- محمد فريد - أبو سمره العجلاتى
- محمد السيد - قمحاوى
- عبلة كامل - عفاف

### فريق العمل
- إخراج: إسماعيل عبد الحافظ
- قصة وسيناريو وحوار: أسامة أنور عكاشة
- موسيقي تصويرية: عمار الشريعي
- غناء التتر: علي الحجار
- كلمات التتر: سيد حجاب
- تم التصوير: استديوهات عجمان الخاصة
- سنة التصوير: 1984

## المصدر
- الشهد الدموع ج1 موقع السينما العربية
- الشهد والدموع ج2 موقع السينما العربية